# Apollon (program)
Apollon je databáze pro počítače Sinclair ZX Spectrum a kompatibilní (například Didaktik). Jedná se o program českého původu, autorem je Václav Lavička. Vydavatelem programu byla společnost Proxima - Software v. o. s., program byl vydán v roce 1992.
Program pracuje ve dvou režimech:
- definice jednotlivých položek databáze a definice vzhledu,
- vlastní práce se záznamy (vkládání, mazání, opravy).

Program plně podporuje češtinu. Česká písmena je možné zadávat po stisku klávesy Graphics (v Basicu tato klávesa změní vstupní režim na grafiku) nebo delším podržením příslušné klávesy bez diakrického znaménka, např. delším podržením klávesy a je vloženo písmeno á. Písmena ů a ě jsou zadávány delším podržením kláves j a w (vkládání znaků s diakritikou pomocí delšího podržení kláves je použito také v databázovém programu Datalog 2 Turbo).